# Kozomín
Kozomín (en allemand : Kosomin) est une commune du district de Mělník, dans la région de Bohême-Centrale, en République tchèque. Sa population s'élevait à 448 habitants en 2020.

## Géographie
Kozomín se trouve à 5 km à l'est de Kralupy nad Vltavou, à 16 km au sud-sud-ouest de Mělník et à 19 km au nord-nord-ouest de Prague.
La commune est limitée par Úžice au nord, par Postřižín à l'est et au sud-est, par Zlončice au sud-ouest et à l'ouest, et par Chvatěruby à l'ouest.

## Histoire
La première mention écrite de la localité date de 1400.